# Поповица (Сремска Каменица)
Поповица је четврт Сремске Каменице. Налази се на граници урбаног дела Новог Сада и националног парка Фрушка гора. Поповица је са Новим Садом и Сремском Каменицом повезана аутобуском линијом 74 ГСП Нови Сад. У Поповици је старт и циљ традициооналног Фрушкогорског маратона.
Овде се налази Излетиште Поповица.